# Naseby (Nouvelle-Zélande)
Naseby est une petite localité, autrefois un simple bourg, situé dans le secteur ud plateau de Maniototo (en) dans la région de Central Otago dans l’île du Sud de la Nouvelle-Zélande.

## Toponymie
Elle tire son nom d’un village du  Northamptonshire en Angleterre.
Le nom ancien du bourg fut successivement Parker’s, Hogburn et Mt Ida .

## Population
C’était un bourg important durant la période de la ruée vers l'or d'Otago en 1860, et la plus grande partie de la ville a été préservée et ainsi que le musée du travail. 
À son plus haut, la population de la ville a atteint 4 000 habitants, mais avec le temps, les limites administratives ont été changées et en 1980, elle est devenue la plus petite commune de Nouvelle-Zélande avec une population de seulement 100 habitants.

## Loisirs
En 2012, Naseby avait la réputation d’être une destination tranquille de vacances.
La ville, la plus proche qui est Ranfurly, est à 15 kilomètres.
A  Naseby ,l’hiver est très rude et la ville est le siège de l’un des principaux terrains de curling de la Nouvelle-Zélande.
La ville a aussi la seule piste de luge sur glace de l’Hémisphère sud de 400 m de long .